# Кочими (язык)
Кочими (Cadegomeño, Cadegomo, Cochetimi, Cochima, Cochimi, Cochimtee, Didiu, Joaquín, Laimon, Laymon-Cochimi, Laymonem, San, San Francesco Saverio Mission, San Francisco Xavier de, San Javier, San Xavier, Viggé-Biaundo Mission) — мёртвый язык, который был распространён на большей части штата Нижняя Калифорния, о чём свидетельствуют документы иезуитов 18 века. Скорее всего, язык вымер в начале XX века. Были два основных диалекта — северный и южный; разделительная линия между ними проходила примерно по месту, где сейчас находится здание миссии иезуитов Мисион-Сан-Игнасион-Кадакааман, располагающееся на севере штата Южная Нижняя Калифорния в Мексике.
Иезуитские тексты установили, что кочими принадлежал к кочими-юманским языкам региона реки Колорадо. Стоит полагать, что это был наиболее распространённый язык семьи, которую обычно называют юман-кочими для отображения этого обстоятельства. Основываясь на исследованиях глоттохронологии, можно предполагать, что разделение между кочими и юманскими языками произошло около 1000 года до н. э.

## Некоторые фразы
- Auka — Главное приветствие
- Mjan mjan — ответ на Auka
- Kamyuh ñamyek’e? — Доброе утро! (утреннее приветствие)
- Ajan mahype — ответ на Kamyuh ñamyek’e
- Ajani — ответ на Kamyuh ñamyek’e
- M’myu miñay? — Как дела?
- Mijan math' á — ответ на M’myu miñay
- Ajan — ответ на M’myu miñay